# Quinto Valério Orca
Quinto Valério Orca (em latim: Quintus Valerius Orca) foi um político romano da gente Valéria eleito pretor em 57 a.C. e depois governador da província romana da África. É conhecido principalmente por ter servido como legado de Júlio César na guerra civil contra Pompeu e os optimates. As principais fontes para a vida de Orca são as cartas escritas para ele por Cícero e passagens de Júlio César em seus "Comentários sobre a Guerra Civil".

## Carreira
Orca é geralmente considerado como sendo filho de Quinto Valério Sorano, um partidário de Caio Mário que foi executado durante as proscrições de Sula em 82 a.C., supostamente por ter violado uma proibição religiosa de revelar o "nome secreto de Roma". Sua família era oriunda de Sora, perto da cidade natal de Cícero, Arpinum. Este se refere aos Valérios Soranos como seus "amigos e vizinhos".
Quase nada se sabe sobre sua carreira. Como pretor, em 57 a.C., Orca ativamente apoiou o retorno de Cícero do exílio e, no ano seguinte, já como governador da África, recebeu dele duas cartas de recomendação em nome de Caio Cúrcio e Públio Cúspio. Orca e Cícero eram próximos o suficiente a ponto de concordarem em usar um sinete para marcarem a correspondência entre eles como autêntica e confiável. Depois destas cartas ainda na África, Orca desapareceu do registro histórico por vários anos e até mesmo a duração de seu mandato é incerta; o próximo governador conhecido, Públio Ácio Varo certamente estava na província em 52 a.C., provavelmente antes. Já se conjecturou, apesar da contradição com seu mandato na África, que Orca tenha participado da Conferência de Luca (abril de 56 a.C.) entre Júlio César, Pompeu e Crasso para renovação do Primeiro Triunvirato. Na companhia de diversos aliados, os três propuseram os objetivos estratégicos da aliança: a extensão do mandato de César na Gália e a eleição conjunta de Pompeu e Crasso como cônsules pela segunda vez.

## Papel na guerra civil
Durante as guerras civis da década de 40, Orca reaparece como um dos legados de César. No início de 49 a.C., ele foi enviado para ocupar a Sardenha; César conta que os habitantes de Caralis, a capital, ficaram tão alvoroçados com a notícia da aproximação de Orca que, por conta própria, expulsaram o governador aliado de Pompeu, que fugiu para a África. O historiador grego Apiano implica que parte da importância estratégica da Sardenha no conflito era a sua produção agrícola. Dião Cássio pouco diz sobre a ocupação da ilha por César, notando apenas que não houve oposição.

### Distribuição de terras em Volterra
Depois que César tornou-se ditador, Orca recebeu a incumbência de confiscar terras perto de Volterra, na Etrúria, para que fossem redistribuídas para os veteranos de César como recompensa por seus serviços. A história desta redistribuição é obscura e até mesmo o grau de sucesso de Orca na empreitada é incerto. Na primeira guerra civil entre Mário e Sula, Volterra se aliou a Mário, que apoiava uma extensão maior dos direitos dos aliados de Roma do que o conservador Sula. Os sulanos então cercaram a cidade, em 80 a.C., e, como resultado de sua derrota, os volterranos perderam direitos e territórios. Este evento encerrou a era etrusca para a cidade, mas, em 63 a.C., as terras confiscadas ainda não haviam sido distribuídas. Cícero havia se oposto a esta distribuição e havia conseguido bloquear uma outra em 60 a.C.. O assunto aparentemente ficou sem solução por mais quinze anos, até que César finalmente decidiu fundar uma colônia ali em 45 a.C..
Apesar de uma inscrição evidenciar que os volterranos tinham o status legal de colônia no começo do principado, há poucas evidências arqueológicas para indicar que os veteranos de fato tenham recebido terras e habitado o local. Já se conjecturou que os volterranos tenham conseguido negociar uma reorganização menos radical com Orca, talvez através de uma rede de amizades, relações familiares e outras ligações (nos termos de expressões como amici, hospites e clientes) herdadas de seu pai, que era pró-Mário, e de Cícero, que era amigo dele.